# Missile balistico intercontinentale

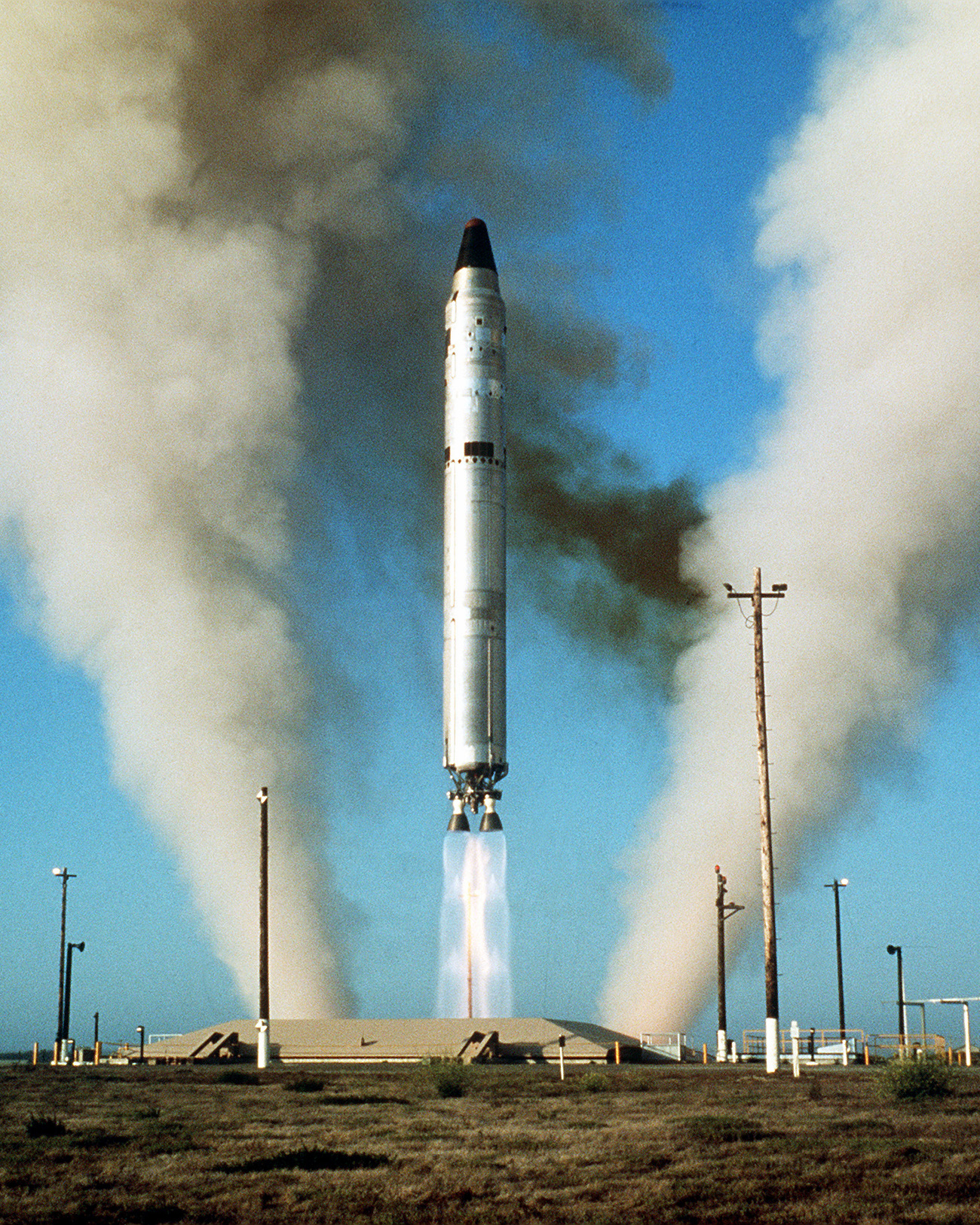
Un missile LGM-25C Titan II appena lanciato

Un missile balistico intercontinentale (detto anche ICBM, acronimo dell'espressione inglese intercontinental ballistic missile) è un missile per il trasporto a lungo raggio di ordigni nucleari che, utilizzando una traiettoria balistica, raggiunge altezze significative, inclusa una parte di volo suborbitale e traiettorie parzialmente orbitali. Un ICBM si distingue da altri missili balistici come gli IRBM o gli SRBM per la gittata sensibilmente maggiore (superiore a 5500 km), che è spesso limitata da accordi politici e di controllo delle armi.

## Storia

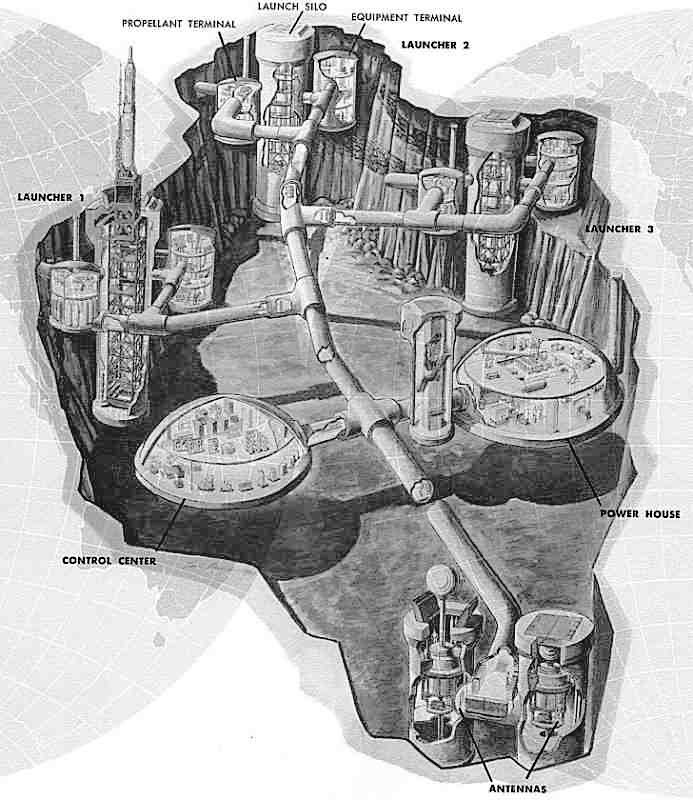
Il complesso di silos sotterranei del Titan I è composto da una serie di tunnel che connettono silos multipli ad edifici sotterranei di controllo e comunicazione

I primi ICBM formavano la base di molti razzi vettori, di cui il primo in assoluto fu il sovietico Semërka. Tra gli altri l'Atlas, il Delta, il Titan e il Proton. Gli ICBM moderni sono generalmente più piccoli dei loro predecessori (grazie al miglioramento dell'elettronica e a testate esplosive più piccole e leggere), ed usano combustibile solido, il che li rende meno utili come razzi vettori.

## ICBM moderni
Gli ICBM moderni in genere portano dei MIRV, Multiple Independently Targetable Reentry Vehicles ("Veicoli di rientro multipli con obiettivi indipendenti"). In pratica ogni missile ha diverse testate nucleari, ognuna delle quali può colpire un obiettivo separato. I sistemi MIRV furono il risultato del rapido progresso delle moderne testate, che sono diventate relativamente piccole e leggere, e dei trattati di limitazione delle armi strategiche SALT I e SALT II, che imposero delle limitazioni sul numero di razzi utilizzabili. 
Sono anche risultati una "facile risposta" ai sistemi antimissile proposti: è molto più economico e facile aggiungere più testate ad un missile già esistente, delle quali molte possono essere semplicemente delle "esche", piuttosto che costruire un sistema antimissile capace di distruggere tutte le testate. Per questo motivo l'attenzione dei progettisti di sistemi antimissile si è focalizzata sulla prima fase di decollo di un ICBM — la fase di spinta — nella quale il missile è più vulnerabile.
Gli ICBM moderni utilizzano in genere combustibile solido, che può essere conservato facilmente per lunghi periodi di tempo. Gli ICBM a combustibile liquido erano molto pericolosi. Nonostante i reagenti fossero altamente tossici ed esplosivi, i razzi erano costantemente tenuti pieni di carburante per permettere il lancio nel più breve tempo possibile. Gli ICBM si trovano in silo per missili, che offrono una qualche protezione da un attacco militare (incluso, nelle speranze dei progettisti, un attacco nucleare), su sottomarini e su speciali treni, che possono essere spostati all'evenienza.
Un missile balistico intercontinentale lanciato da un sottomarino è detto missile balistico sublanciato (SLBM).
Un'alternativa al missile balistico è il missile da crociera (cruise missile), che vola a bassa quota ed è guidato.

## Missili

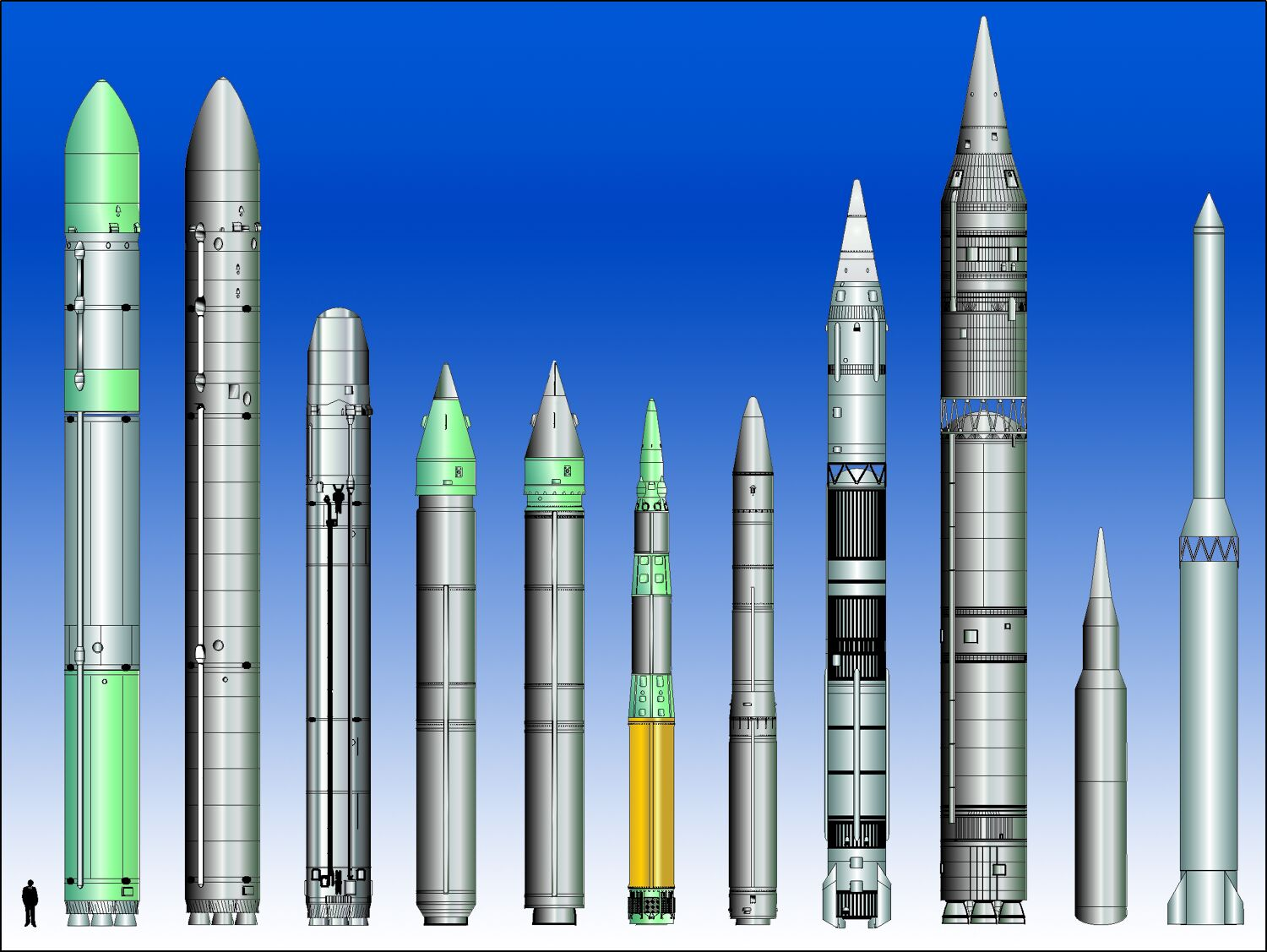
Confronto tra diversi ICBM prodotti. Da sinistra a destra:
SS-18 mod.4 • SS-18 mod.5 • SS-19 mod.3 • SS-24 mod.1 • SS-24 mod.2 • SS-25 • SS-27 • DF-4 • DF-5 • DF-31 • Taepodong-2

Si riportano i missili balistici intercontinentali lanciabili da terra (silos o basi mobili) con un raggio d'azione di più di 5.500 km (più di 3.418 miglia).

Per i missili balistici intercontinentali lanciabili dai sottomarini vedi SLBM.
 Stati Uniti
- Atlas (SM-65, CGM-16)
- Titan I (SM-68, HGM-25A)
- Titan II (SM-68B, LGM-25C)
- Minuteman I (SM-80, LGM-30A/B, HSM-80)
- Minuteman II (LGM-30F)
- Minuteman III (LGM-30G)
- LGM-118 Peacekeeper / MX (LGM-118A, MX)
- MGM-134 Midgetman

 Unione Sovietica /  Russia
- R-7 «Semёrka» (SS-6 Sapwood)
- R-7A «Semёrka» (SS-6 Sapwood)
- R-16 (SS-7 Saddler)
- R-9A (SS-8 Sasin)
- UR-100 (SS-11 mod.1 Sego)
- R-36 (SS-9 Scarp)
- RT-2 (SS-13 mod.1 Savage)
- RT-20P (SS-Х-15 Scrooge)
- Temp-2S (SS-16 Sinner)
- UR-100K (SS-11 mod.2 Sego)
- R-36M (SS-18 Mod.1,2,3 Satan)
- UR-100N (SS-19 mod.1 Stiletto)
- MR-UR-100 (SS−17 mod.1,2 Spanker)
- R-36M UTTH (SS-18 Mod.4)
- RT-2PM «Topol'» (SS-25 Sickle)
- R-36M2 «Voevoda» (SS-18 Mod.5/Mod.6)
- RT-23 (SS-24 Mod.1 Scalpel)
- RT-23 UTTH «Molodec» (SS-24 mod.3,2 Scalpel)
- RT-2PM2 «Topol'-M» (SS-27 Sickle B)
- RS-24 «Jars» (SS-27 Mod.2)
- RS-26 «Rubež» (SS-29 ?)
- RS-28 «Sarmat» (SS-X-30 ?)

 Cina
- DF-4 (CSS-3)
- DF-5 / DF-5A / DF-5B (CSS-4)
- DF-31 / DF-31A / DF-31B (CSS-9)
- DF-41 (CSS-X-10)

 India
- Agni-V
- Agni-VI

 Israele
- Jericho II[2]
- Jericho III[3]

 Corea del Nord
- Taepodong-2
- Hwasong-14
- Hwasong-15

## Classificazione dei missili balistici
- Missile balistico a corto raggio (SRBM): meno di 1 000 chilometri (620 mi)
- Missile balistico a medio raggio (MRBM): tra 1 000 e 3 000 chilometri (620 e 1 860 mi)
- Missile balistico a raggio intermedio (IRBM): tra 3 000 e 5 500 chilometri (1 900 e 3 400 mi).
- Missile balistico intercontinentale (ICBM): più di 5 500 chilometri (3 400 mi).
- Missile balistico sublanciato (SLBM): lanciato da SSBN.